# Сен-Сьер-дю-Тайон
Сен-Сьер-дю-Тайо́н (фр. Saint-Ciers-du-Taillon) — коммуна во Франции, находится в регионе Пуату — Шаранта. Департамент коммуны — Шаранта Приморская. Входит в состав кантона Мирамбо. Округ коммуны — Жонзак.
Код INSEE коммуны — 17317.

## Население
Население коммуны на 2010 год составляло 532 человека.
| 1962 | 1968 | 1975 | 1982 | 1990 | 1999 | 2010 |
| ---- | ---- | ---- | ---- | ---- | ---- | ---- |
| 685  | 727  | 634  | 576  | 569  | 522  | 532  |